# Ämtefall (naturreservat)
Ämtefall är ett naturreservat i Norrköpings kommun i Östergötlands län.
Området är naturskyddat sedan 2017 och är 28 hektar stort. Reservatet ligger vid södra stranden av Ämten och sydvästra stranden av Skrålen och söder om torpet Ämtefall. Reservatet består av hällmarkstallskog högst upp och gammal granskog på sluttningarna med asp i de högre partierna.